# Phlegra andreevae
Phlegra andreevae là một loài nhện trong họ Salticidae.
Loài này thuộc chi Phlegra. Phlegra andreevae được Dmitri Viktorovich Logunov miêu tả năm 1996.